# Jožef Sulik
Jožef Sulik (Baja, 28. februar 1841. - Bečej, 31. maj 1890) bio je pisac, pesnik, prevodilac, sveštenik, arhiđakon.

## Biografija
Osnovnu školu i gimnaziju je završio u rodnom mestu. Godine 1858. upisuje teologiju u Kaloči. Po završetku teologije prvo je služio kao đakon u Kolutu. Godine 1864. je zaveđen u Kaloči, a potom je kao kapelan služio u Kolutu, Bačkoj Topoli, Kunbaji i Bezdanu. Nakon toga je imenovan za profesora u učiteljskoj školi časnih sestara u Kaloči. Pošto je znao koliko je važno da poseti i druge zemlje, on to i čini, pa tokom naučnih putovanja posećuje Nemačku i Italiju 1872. i 1874. godine. Godine 1878, u svojoj 37. godini, postavljen je u Bečeju za župnika. Četiri godine kasnije imenovan je za školskog inspektora, a potom i za arhiđakona. Za vreme njegovog župnikovanja dograđen je 1887. godine katolički crkveni toranj. Obogatio je i unutrašnjost ove crkve, koja je posvećena Velikoj Gospojini. Umire 31. maja 1890. godine. Na njegovom grobu 1895. godine podignut je spomenik, rad poznatog vajara Štrobla Alajoša.

## Stvaralaštvo
Prvu pesmu je objavio 1857. godine, a svoju prvu zbirku pesama objavljuje 1868. godine. Pored pisanja poezije, objavljuje tri udžbenika, piše članke za časopise. Bavio se i prevođenjem pesama sa latinskog, francuskog, engleskog i srpskog jezika. Od srpskih pesnika najčešće je prevodio J.J.Zmaja i Branko Radičevića. Jožef Sulik je jedan od osnivača literarne i naučne sekcije „Društva svetog Stefana”. Pred samu smrt 1889. godine objavljuje još jednu zbirku svojih pesama. U toku bolesti napisao je i svoju oproštajne reči u stihovima.